# Wallasey
Wallasey is een plaats in het bestuurlijke gebied Wirral, in het Engelse graafschap Merseyside. De plaats telt 58.710 inwoners.
Wallasey heeft via de Kingsway Tunnel (een van de Mersey Tunnels) een verbinding met Liverpool dat aan de overzijde van de rivier de Mersey ligt.

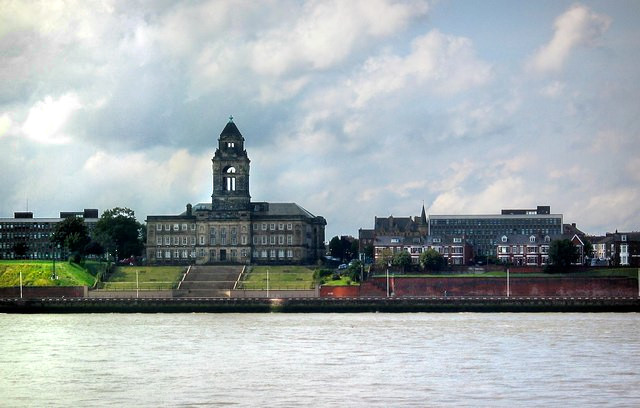
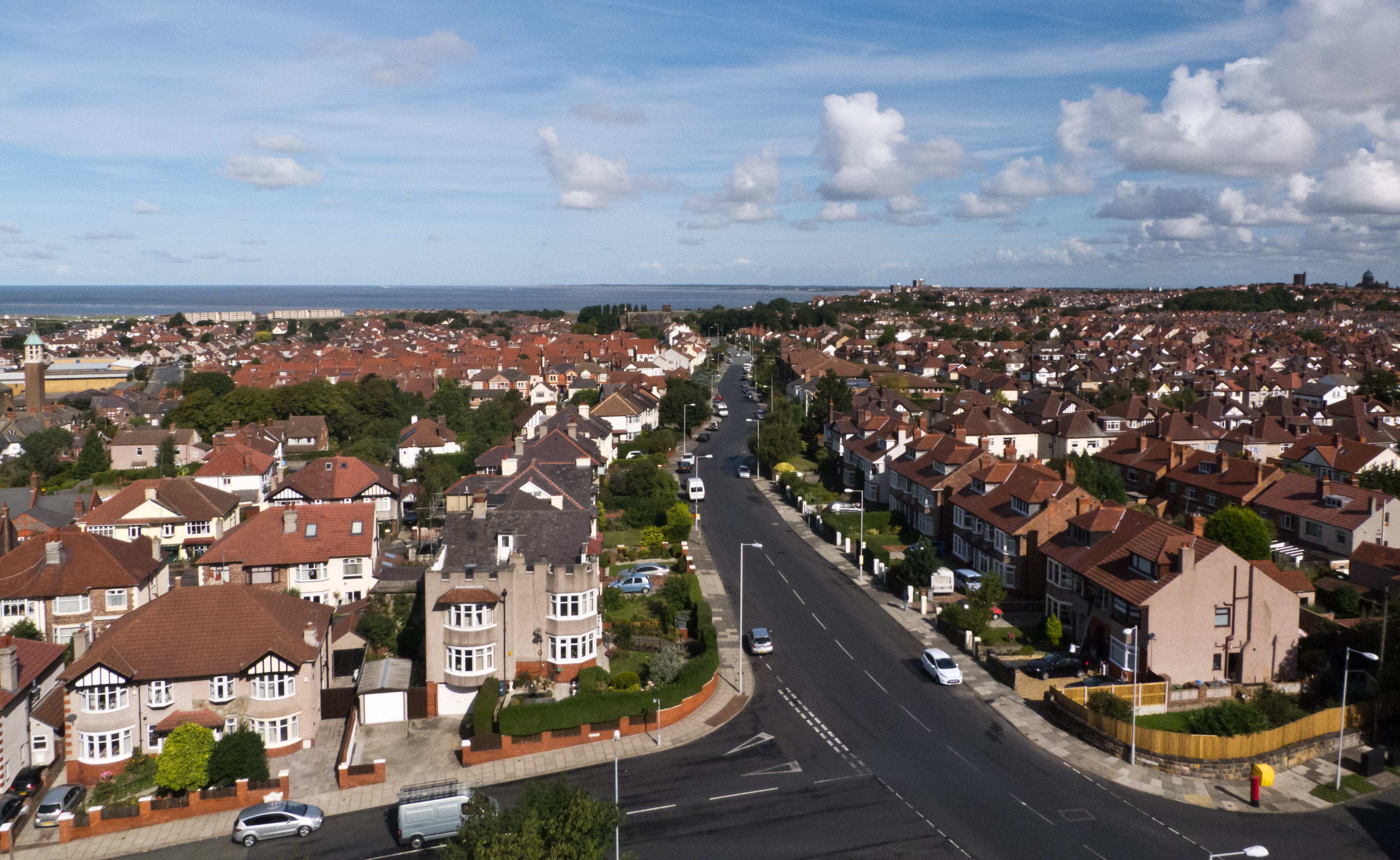
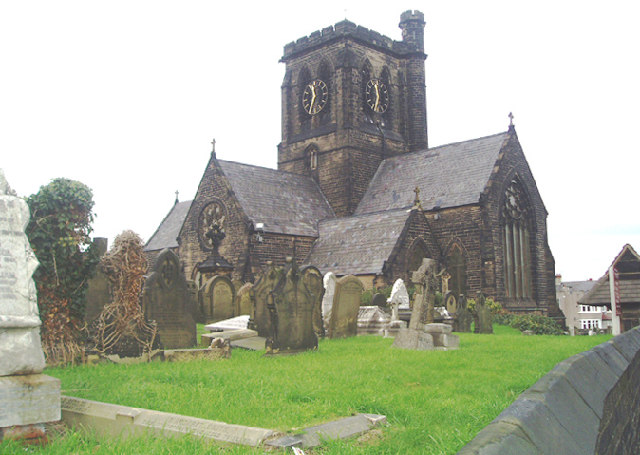
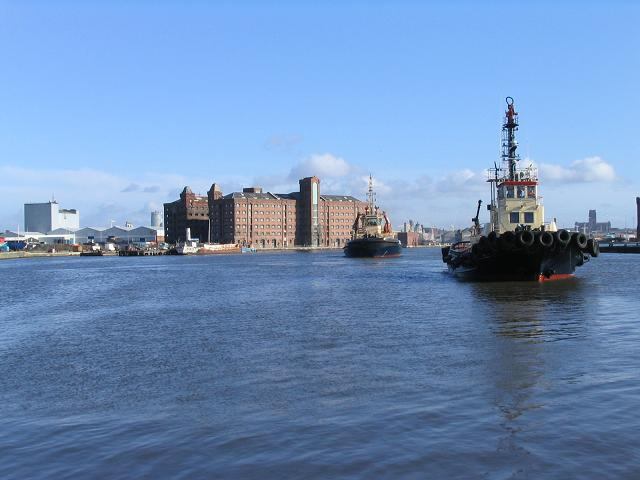
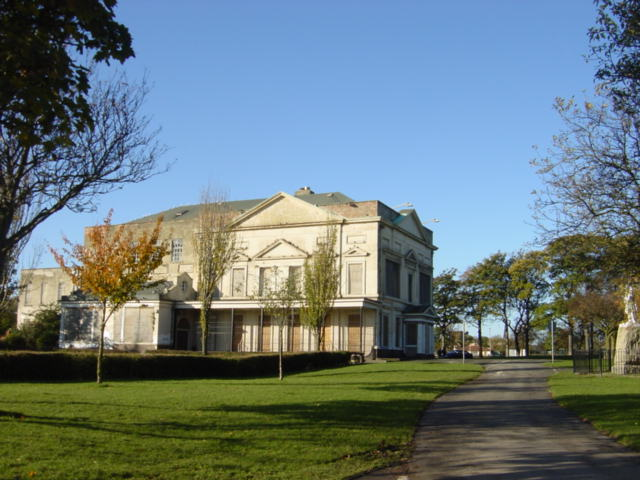
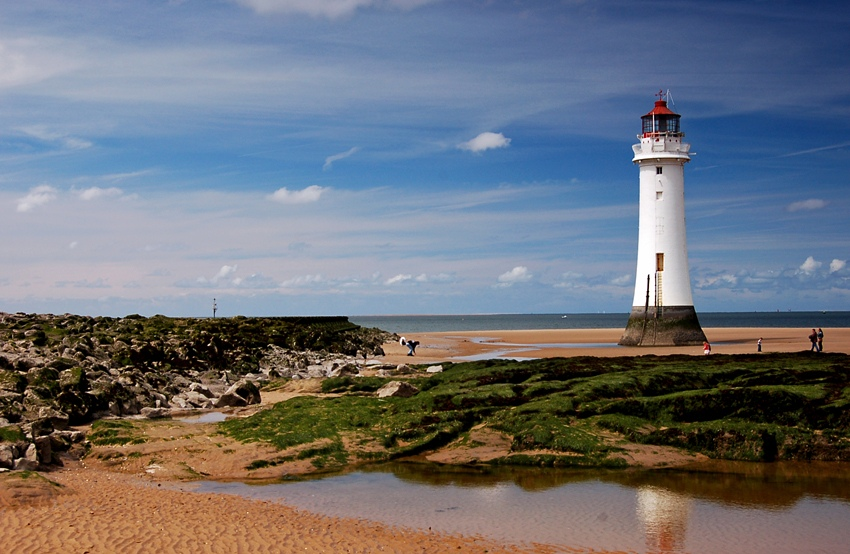
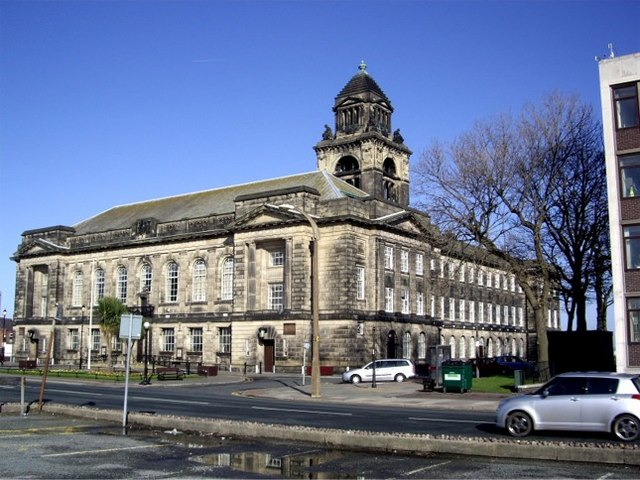
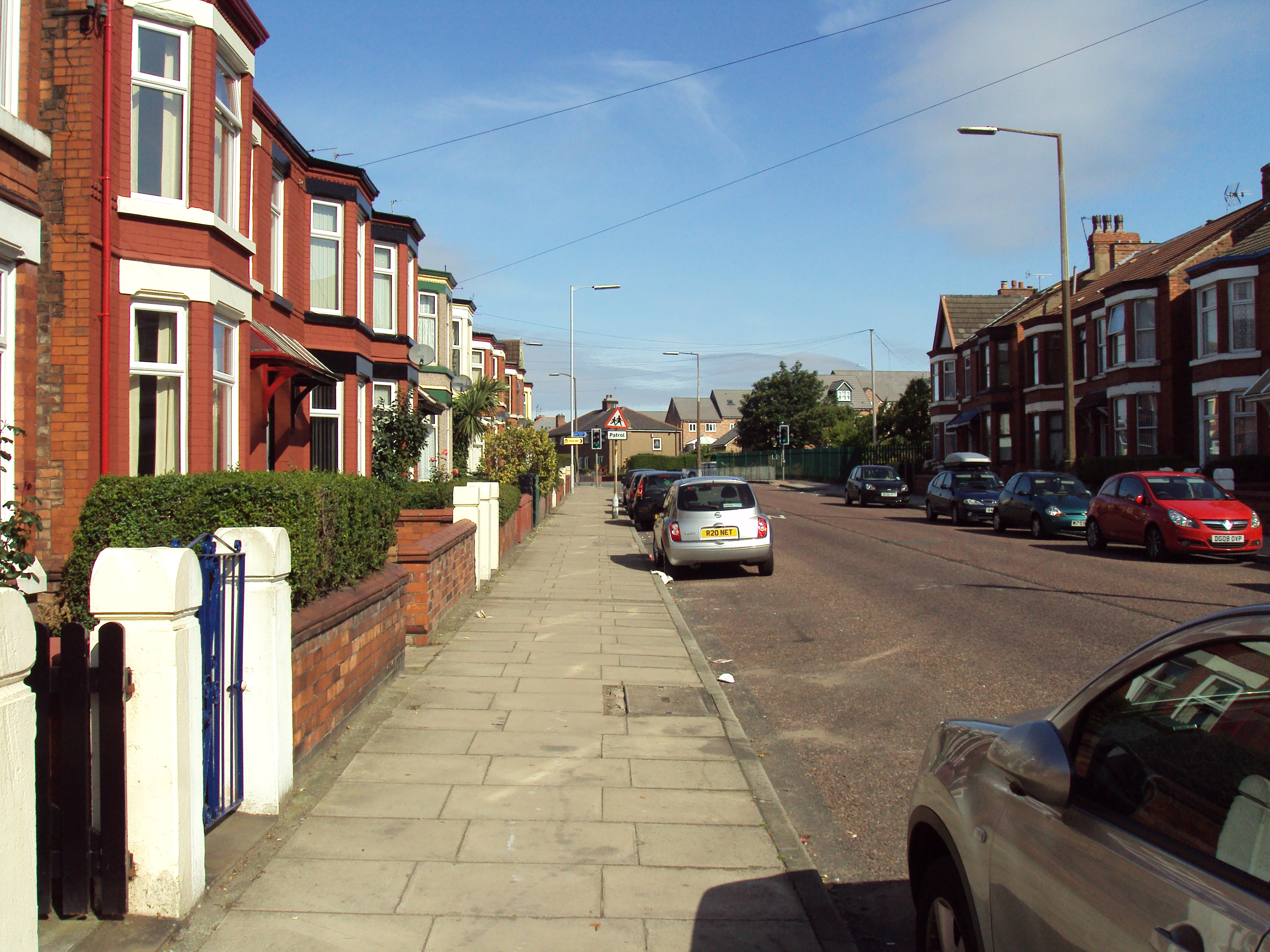

## Geboren
- Malcolm Lowry (1909-1957), schrijver
- Charles Crichton (1910-1999), filmregisseur
- Leslie Graham (1911-1953), motorcoureur
- Geoffrey Hughes (1944-2012), acteur
- Heather Couper (1949-2020), sterrenkundige
- Mark Hateley (1961), voetballer
- Simon Maginn (1961), schrijver